# Liste der belgischen Abgeordneten zum EU-Parlament (2019–2024)
Die Liste der belgischen Abgeordneten zum EU-Parlament (2019–2024) listet alle belgischen Mitglieder des 9. Europäischen Parlamentes nach der Europawahl in Belgien 2019 auf.

## Aktuelle Mandatsstärke der Parteien
- GUE/NGL: 1
- S&D: 3
- G/EFA: 3
- RE: 4
- EVP: 4
- EKR: 3
- ID: 3

- GUE/NGL: 1
- S&D: 2
- G/EFA: 3
- RE: 4
- EVP: 4
- EKR: 3
- ID: 3
- NI: 1

| Nationale Partei | Mandate | Fraktion                                                                               |
| --- | ------- | -------------------------------------------------------------------------------------- |
| Christen-Democratisch en Vlaams (CD&V) 000(niederländisch)                                                          | 02      | Fraktion der Europäischen Volkspartei (EVP)                                            |
| Les Engagés (LE) 000(französisch)                                                                                   | 01      | Fraktion der Europäischen Volkspartei (EVP)                                            |
| Christlich Soziale Partei (CSP) 000(deutsch)                                                                        | 01      | Fraktion der Europäischen Volkspartei (EVP)                                            |
| Mouvement Réformateur (MR) 000(französisch, deutsch)                                                                | 02      | Renew Europe (RE)                                                                      |
| Open Vlaamse Liberalen en Democraten (Open VLD) 000(niederländisch)                                                 | 02      | Renew Europe (RE)                                                                      |
| Nieuw-Vlaamse Alliantie (N-VA) 000(niederländisch)                                                                  | 03      | Europäische Konservative und Reformer (EKR)                                            |
| Vlaams Belang (VB) 000(niederländisch)                                                                              | 03      | Fraktion Identität und Demokratie (ID)                                                 |
| Ecolo 000(französisch, deutsch)                                                                                     | 02      | Die Grünen/Europäische Freie Allianz (G/EFA)                                           |
| Groen 000(niederländisch)                                                                                           | 01      | Die Grünen/Europäische Freie Allianz (G/EFA)                                           |
| Parti Socialiste (PS) 000(französisch, deutsch)                                                                     | 01      | Fraktion der Progressiven Allianz der Sozialdemokraten im Europäischen Parlament (S&D) |
| Vooruit 000(niederländisch)                                                                                         | 01      | Fraktion der Progressiven Allianz der Sozialdemokraten im Europäischen Parlament (S&D) |
| Partij van de Arbeid van België / Parti du Travail de Belgique (PVDA/PTB) 000(niederländisch, französisch, deutsch) | 01      | Die Linke im Europäischen Parlament – GUE/NGL                                          |
| Parteilose Abgeordnete 000(französisch)                                                                             | 01      | Fraktionslose Abgeordnete (NI)                                                         |
| SUMME | 21      |                                                                                        |

## Abgeordnete
| Bild | Name                 | geb. | MEP seit      | Partei      | Fraktion | Kommentar |
| ---- | -------------------- | ---- | ------------- | ----------- | -------- | --- |
|      | Gerolf Annemans      | 1958 | 2. Juli 2019  | VB          | ID       | |
|      | Marie Arena          | 1966 | 2. Juli 2019  | PS          | S&D      | |
|      | Pascal Arimont       | 1974 | 2. Juli 2019  | CSP         | EVP      | |
|      | Marc Botenga         | 1980 | 2. Juli 2019  | PVDA/PTB    | GUE/NGL  | |
|      | Geert Bourgeois      | 1951 | 2. Juli 2019  | N-VA        | EKR      | |
|      | Kathleen Van Brempt  | 1969 | 2. Juli 2019  | sp.aVooruit | S&D      | |
|      | Saskia Bricmont      | 1985 | 2. Juli 2019  | Ecolo       | G/EFA    | |
|      | Olivier Chastel      | 1964 | 2. Juli 2019  | MR          | RE       | |
|      | Filip De Man         | 1955 | 2. Juli 2019  | VB          | ID       | |
|      | Petra De Sutter      | 1963 | 2. Juli 2019  | Groen       | G/EFA    | Abgeordnete bis zum 30. September 2020, Nachrücker: Saraswati Matthieu                                             |
|      | Cindy Franssen       | 1976 | 2. Juli 2019  | CD&V        | EVP      | |
|      | Assita Kanko         | 1980 | 2. Juli 2019  | N-VA        | EKR      | |
|      | Philippe Lamberts    | 1963 | 2. Juli 2019  | Ecolo       | G/EFA    | |
|      | Benoît Lutgen        | 1970 | 2. Juli 2019  | CDHLE       | EVP      | |
|      | Saraswati Matthieu   | 1981 | 1. Okt. 2020  | Groen       | G/EFA    | Nachrückerin für Petra De Sutter                                                                                   |
|      | Johan Van Overtveldt | 1955 | 2. Juli 2019  | N-VA        | EKR      | |
|      | Kris Peeters         | 1962 | 2. Juli 2019  | CD&V        | EVP      | Abgeordneter bis zum 11. Januar 2021, Nachrücker: Tom Vandenkendelaere                                             |
|      | Frédérique Ries      | 1959 | 2. Juli 2019  | MR          | RE       | |
|      | Marc Tarabella       | 1963 | 2. Juli 2019  | PSparteilos | S&DNI    | nahm den Platz von Paul Magnette ein, der sein Mandat nicht antrat, Partei- und Fraktionsausschluss im Januar 2023 |
|      | Hilde Vautmans       | 1972 | 2. Juli 2019  | Open VLD    | RE       | |
|      | Tom Vandendriessche  | 1958 | 2. Juli 2019  | VB          | ID       | nahm den Platz von Patsy Vatlet ein, die ihr Mandat nicht antrat                                                   |
|      | Tom Vandenkendelaere | 1984 | 25. Jan. 2021 | CD&V        | EVP      | Nachrücker für Kris Peeters                                                                                        |
|      | Guy Verhofstadt      | 1953 | 2. Juli 2019  | Open VLD    | RE       | |